# Begonia dipetala
Espèce
Synonymes
- Begonia bipetala Lodd. ex Otto & Dietr.[1]
- Begonia malabarica var. dipetala (Graham) Thwaites[1]
- Haagea dipetala (Graham) Klotzsch[1]

Begonia dipetala est une espèce de plantes de la famille des Begoniaceae.
L'espèce fait partie de la section Haagea. Elle a été décrite en 1828 par Robert Graham (1786-1845). L'épithète spécifique dipetala signifie « dotée de deux pétales ».

## Description

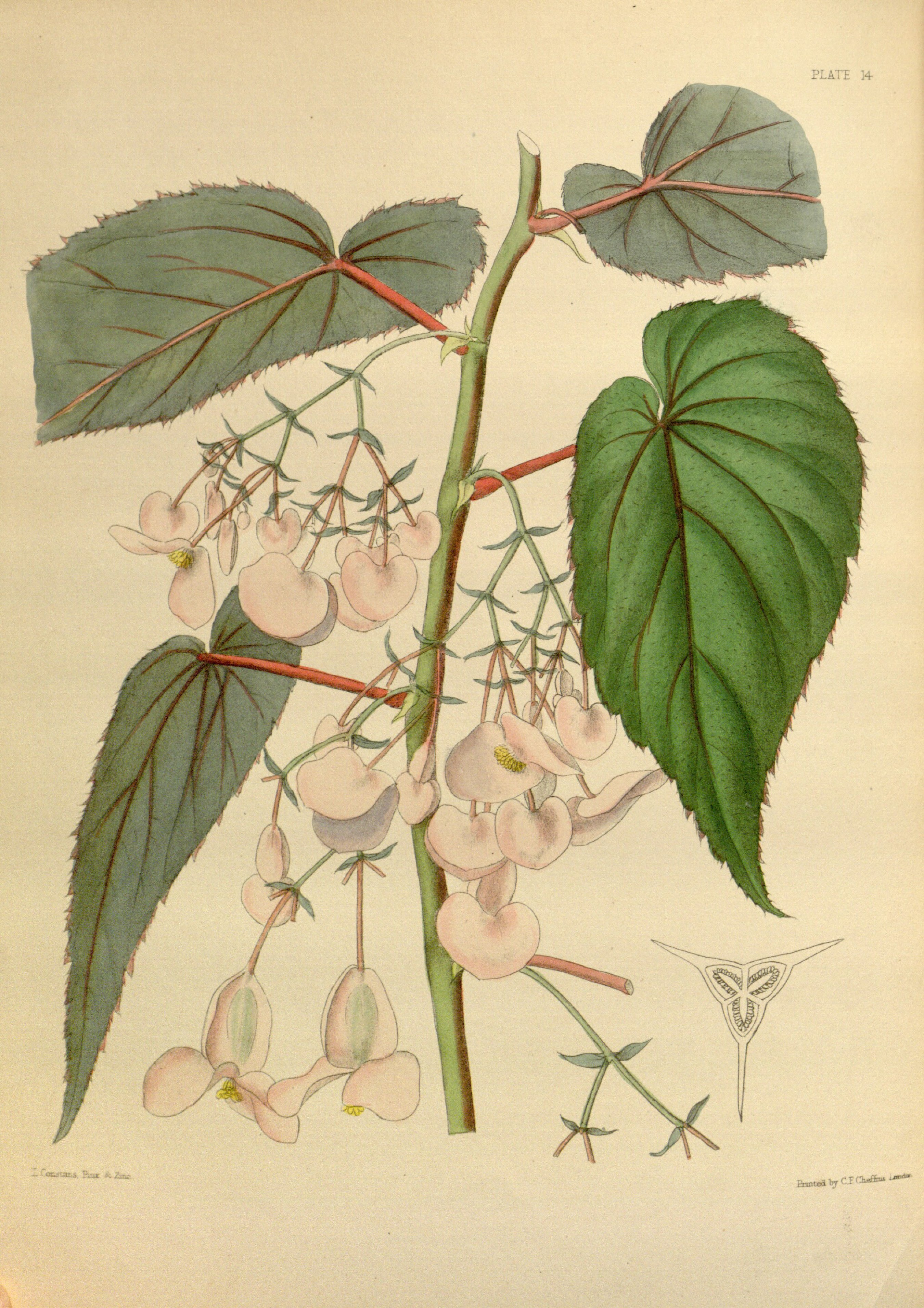
Planche botanique de 1853
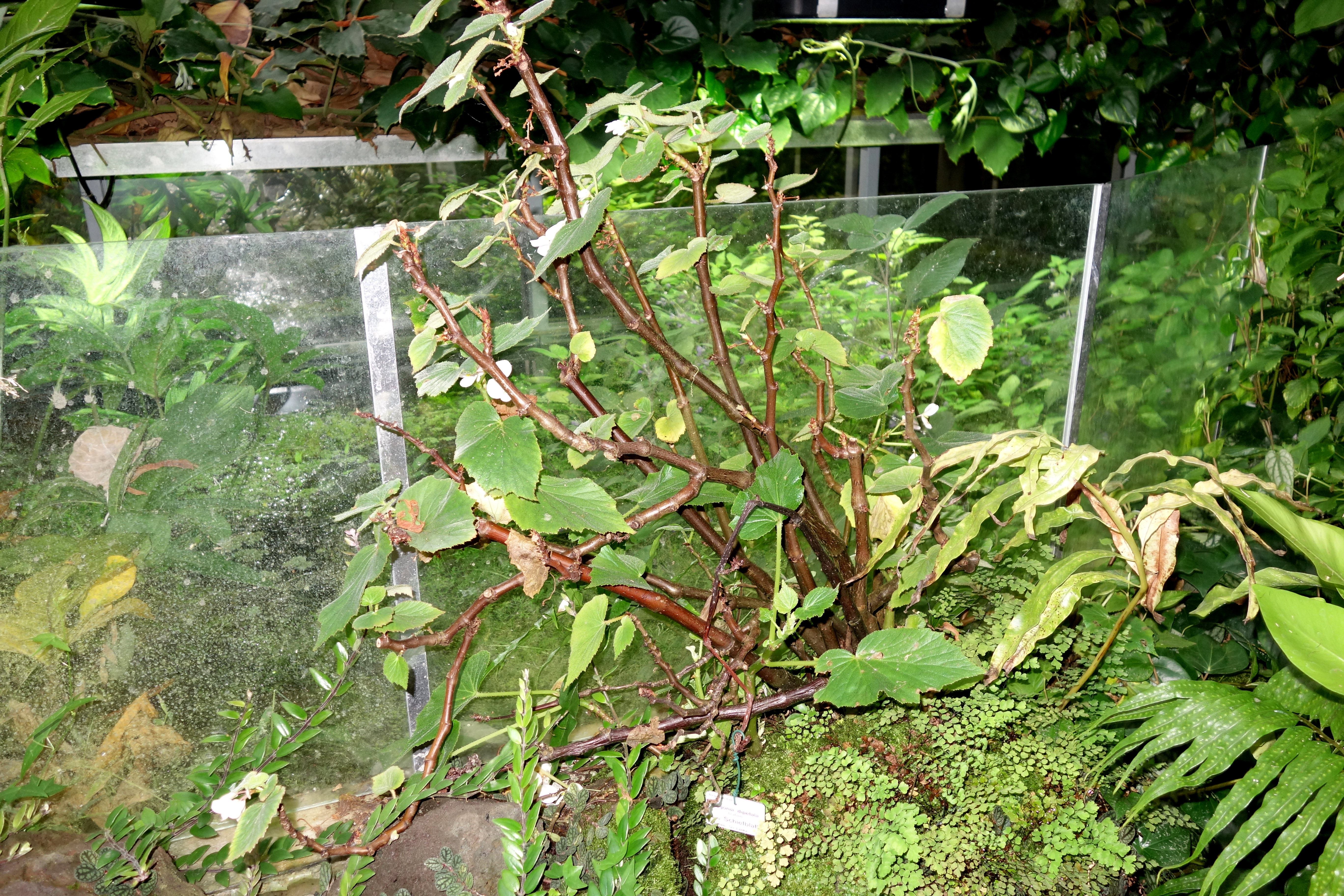
Vue d'ensemble

## Répartition géographique
Cette espèce est originaire des pays suivants : Inde ; Sri Lanka.